# Elecciones federales de Canadá de 1917
La elección federal canadiense de 1917 (a veces referida como la elección caqui) fue llevada a cabo el 17 de diciembre de 1917, para elegir a miembros de la Cámara de los Comunes canadiense del decimotercero Parlamento de Canadá. Descrito por el historiador Michael Bliss como la "elección más amarga de la historia de Canadá", se luchó principalmente por el tema del reclutamiento (Crisis Conscriptiva de 1917). Las elecciones dieron lugar a que el primer ministro sir Robert Borden y el gobierno unionista fuera elegido con una mayoría fuerte y el porcentaje más grande del voto popular para cualquier partido en historia canadiense.
La elección anterior se había celebrado en 1911 y fue ganada por los conservadores de Borden. Bajo la ley, Canadá debió haber tenido elecciones en 1916. Sin embargo, citando la emergencia de la Primera Guerra Mundial, el gobierno pospuso las elecciones en gran parte en la esperanza de que se formara un gobierno de coalición, tal como existía en Gran Bretaña.
Sir Wilfrid Laurier, jefe del Partido Liberal de Canadá, se negó a unirse a la coalición por la cuestión del reclutamiento, que se oponían firmemente en el corazón liberal de Quebec. Laurier temía que aceptar la oferta de la coalición de Borden haría que esa provincia abandonara a los liberales y tal vez incluso a Canadá. Borden procedió a formar un gobierno "unionista", y el Partido Liberal se dividió sobre el tema. Muchos parlamentarios liberales canadienses angloparlantes y partidos liberales provinciales del Canadá sajón apoyaron al nuevo gobierno unionista.
Para asegurar la victoria para el reclutamiento, Borden introdujo dos leyes para inclinar la votación hacia el gobierno. La primera, la Ley de Elecciones en Tiempo de Guerra, excluyendo a los objetores de conciencia y ciudadanos canadienses nacidos en países enemigos y llegado después de 1902. La ley también dio a las mujeres parientes de los militares el voto. Así, la elección de 1917 fue la primera elección federal en la que se permitió a algunas mujeres votar. La otra nueva ley era la Ley de Votantes Militares, que permitía a los soldados que servían en el extranjero elegir entre cuáles votarían, o permitir que el partido por el cual votaran seleccionara la circunscripción en la que se contaría el voto. Eso permitió a los funcionarios del gobierno guiar a los soldados fuertemente pro-conscripción a votar en esos distritos donde ellos serían más útiles. A los militares se les dio una papeleta con la simple elección de "Gobierno" u "Oposición".
Poco después de que estas medidas fueran aprobadas, Borden convenció a una facción de liberales (con el nombre de Liberal-Unionistas) junto con Gideon Decker Robertson, quien fue descrito como un Senador "Laborista" (pero no estaba afiliado a ningún Partido Laborista) Formando el gobierno unionista en octubre de 1917. A continuación, disolvió el parlamento para buscar un mandato en la elección, que enfrentó a los candidatos "gubernamentales", funcionando como el Partido Unionista, contra la facción anti-conscripción del Partido Liberal.
El debate divisorio terminó con el país dividido en líneas lingüísticas. Los liberales obtuvieron 82 escaños, 62 en Quebec, y muchos otros escaños ganaron en provincias como Manitoba, Nuevo Brunswick y Ontario en comarcas con importantes poblaciones canadienses francoparlantes. Los unionistas ganaron 153 escaños. Los tres sindicatos ganaron escaños en Quebec, todos en condados de habla inglesa. Eso llevó al movimiento de Francœur en enero de 1918.